# Johann Anton Engelhard
Johann Anton Engelhard (* 13. Mai 1821 in Murten; † 3. März 1870 ebenda) war ein Schweizer Jurist, Politiker und Offizier.

## Familie
Johann Anton Engelhard wurde als Sohn des Stadtarztes in Murten und Politikers Johann Friedrich Ludwig Engelhard und der aus einer Murtner Notabelnfamilie stammenden Stadtschreiberstocher Maria geborene Vissaula geboren und reformiert getauft. Sein Großvater Johann Friedrich Engelhard war mit seiner Familie aus Zweibrücken in der Pfalz in die Schweiz zugewandert und seit 1796 ebenfalls Stadtarzt in Murten gewesen.
In erster Ehe war Johann Anton Engelhard mit Pauline Heilmann und in zweiter Ehe mit der Payerner Apothekerstochter Louise Eugénie Müller verheiratet.

## Leben
Johann Anton Engelhard studierte an den Universitäten Heidelberg und Berlin Rechtswissenschaften. 1840 wurde er in Heidelberg Mitglied des Corps Helvetia. 1845 begann er ein Praktikum in der Kanzlei der Murtner Anwalts Musslin. 1848 erhielt er das Anwaltspatent und 1849 das Notariatspatent. Von 1849 bis zu seinem Tod war Engelhard als Anwalt und Notar in Murten tätig. Von 1858 bis 1870 war er Notar des Seebezirks. Er war kurzzeitig Präsident des Bezirksgerichts Murten.
Engelhard war seit 1849 Murtner Gemeinderat und wurde zum Murtner Gemeinderatspräsidenten gewählt. Von 1857 bis 1864 war er Abgeordneter zum Grossen Rat des Kantons Freiburg. 1857 war er vom 4. Juni bis zum 20. November Staatsrat des Kantons Freiburg im Amt des Justizdirektors. Dort vertrat er den deutschsprachigen und reformierten Teil des Seebezirks. Von 1860 bis 1863 war er als Nachfolger seines Vaters liberal-konservativer Abgeordneter zum Nationalrat. 1864 zog er sich aus der Politik zurück.
Als Oberst der Schweizer Armee kommandierte er den 6. Freiburger Militärkreis.